# Bancolombia

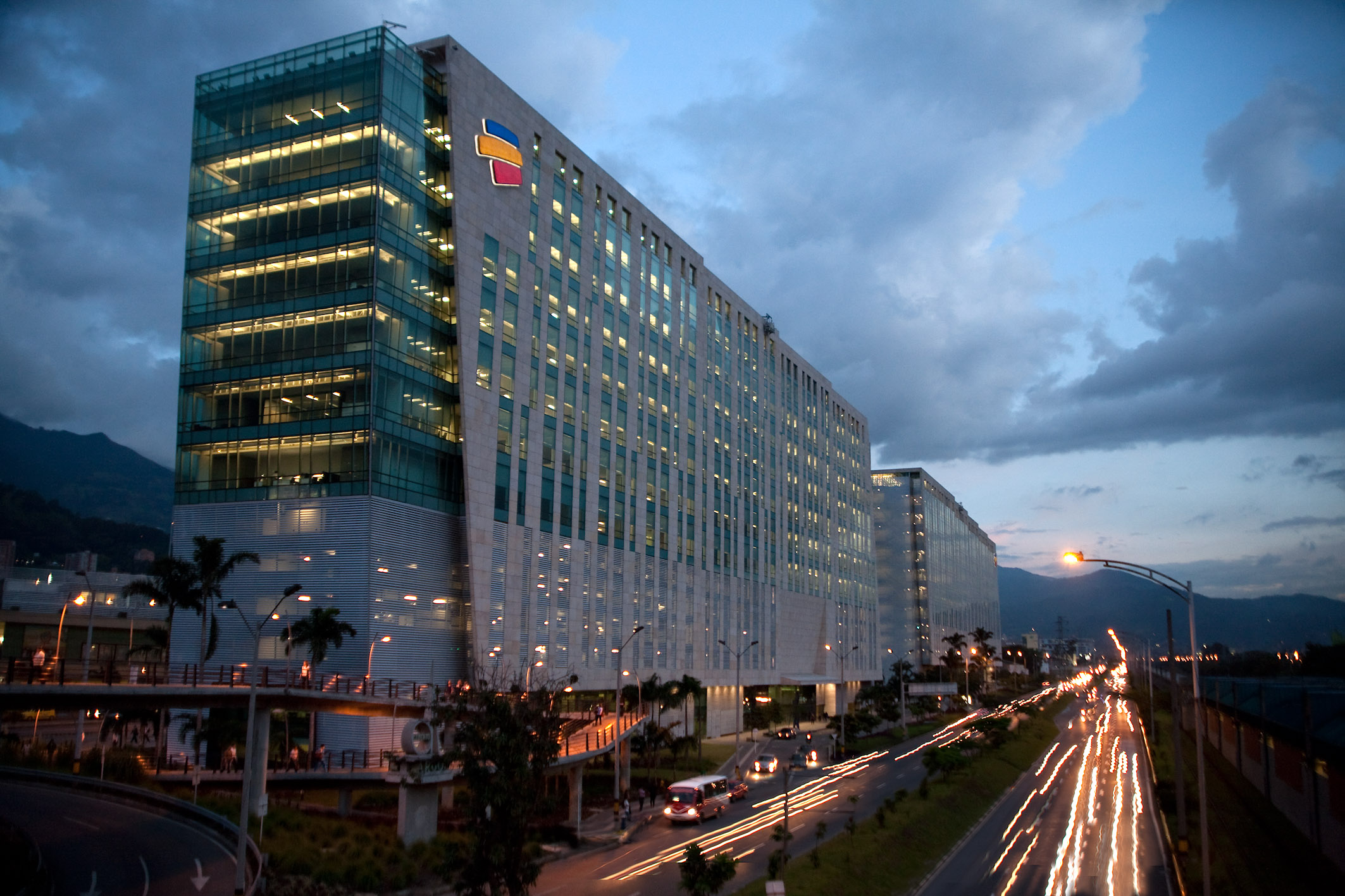
Der Hauptsitz der Grupo Bancolombia in Medellín

Grupo Bancolombia ist eine 1945 gegründete Finanzorganisation in Kolumbien mit Operationszentrum in Medellín. Bancolombia ist aus der 1875 gegründeten Banco de Colombia hervorgegangen. Nach Vermögenswerten und Eigenkapital ist es die größte Bank Kolumbiens mit über 11 Millionen Kunden und gehört zu den größten Kreditinstituten Südamerikas sowie zu den größten börsennotierten Unternehmen auf dem Subkontinent. Die Bankengruppe Bancolombia wird von der Holdinggesellschaft Grupo Sura (Grupo de Inversiones Suramericana) kontrolliert.

## Infrastruktur
Bancolombia hat einen ca. 20-prozentigen Marktanteil im kolumbianischen Bankensektor und verfügt über eine starke Präsenz in den Segmenten Corporate Finance, Hypothek, Government, Retail und Mittelstandsunternehmen. Darüber hinaus besitzt Bancolombia El Salvadors größte Bank Banagrícola, Offshore-Banking Tochtergesellschaften in Panama, Peru, den Cayman-Inseln, Puerto Rico sowie eine Agentur in Miami, (Florida).
Bancolombia bedient ihre Kunden über Kolumbiens größtes Vertriebsnetz mit 1.090 Filialen und 4.310 Geldautomaten. Im Geschäftsbereich Banagrícola befinden sich weitere 100 Filialen in El Salvador. Die Gruppe wurde 1998 als Ergebnis einer Fusion zwischen der Banco de Colombia und der Banco Industrial Colombiano gegründet.